# Shannon Lagoon
Shannon Lagoon är en lagun i Australien. Den ligger i delstaten Tasmanien, i den sydöstra delen av landet, omkring 110 kilometer nordväst om delstatshuvudstaden Hobart. Shannon Lagoon ligger 1 020 meter över havet. Arean är 2,2 kvadratkilometer. Den ligger vid sjön Great Lake. Den sträcker sig 2,1 kilometer i nord-sydlig riktning, och 2,0 kilometer i öst-västlig riktning.
Följande samhällen ligger vid Shannon Lagoon:
- Miena (105 invånare)

I omgivningarna runt Shannon Lagoon växer huvudsakligen savannskog. Trakten runt Shannon Lagoon är nära nog obefolkad, med mindre än två invånare per kvadratkilometer. Genomsnittlig årsnederbörd är 1 078 millimeter. Den regnigaste månaden är september, med i genomsnitt 130 mm nederbörd, och den torraste är februari, med 46 mm nederbörd.